# Otiocerus abbotii
Otiocerus abbotii är en insektsart som beskrevs av Kirby 1821. Otiocerus abbotii ingår i släktet Otiocerus och familjen Derbidae. Inga underarter finns listade i Catalogue of Life.